# Leuchtturm Oberfeuer Bubendey-Ufer
Der Leuchtturm Oberfeuer Bubendey-Ufer bildet zusammen mit dem Leuchtturm Unterfeuer Bubendey-Ufer die Richtfeuerlinie Bubendey-Ufer für elbaufwärts fahrende Schiffe im Hamburger Stadtteil Waltershof.
Der Turm ist rot-weiß gestreift und hat ein rotes Laternenhaus. Er steht rund 1.010 Meter vom Unterfeuer entfernt direkt an der westlichen Einfahrt zum Parkhafen, für den er jedoch keine Bedeutung hat.

## Neubau
Für die Jahre 2013/14 war ein Neubau des Oberfeuers geplant, da die bisherigen Ober- und Unterfeuer wegen der Erweiterung eines Terminals abgerissen werden müssen. Das neue Oberfeuer soll dann eine Höhe von 99,2 Metern haben und damit den bisher höchsten Leuchtturm Europas, den Phare de l’Île Vierge in der Bretagne, um rund 16 Meter überragen. Um die Verwechslungsgefahr mit Containerbrücken zu vermeiden, wird der Turm schwarz-weiß gestreift sein. Stand Oktober 2023 wurden die Arbeiten noch nicht begonnen, da sich die Westerweiterung des Eurogate Container Terminals weiter verzögert.